# Through the Looking Glass (album, Siouxsie and the Banshees)
Through the Looking Glass je osmé studiové album britské rockové skupiny Siouxsie and the Banshees, vydané v březnu 1987. Nahráno bylo od srpna do září předchozího roku a jeho producentem byl Mike Hedges spolu se členy skupiny. Album obsahuje celkem deset písní, které napsali a původně nahráli jiní hudebníci. Mezi původní interprety písní patří například Iggy Pop, skupina Roxy Music nebo hudebník John Cale, který později produkoval album skupiny Siouxsie and the Banshees nazvané The Rapture. Jde o poslední album této skupiny, na kterém hrál John Valentine Carruthers.

## Seznam skladeb
| Pořadí | Název                                         | Autor                                                    | Původní interpret | Délka |
| ------ | --------------------------------------------- | -------------------------------------------------------- | ----------------- | ----- |
| 1.     | This Town Ain't Big Enough for the Both of Us | Ron Mael                                                 | Sparks            | 3:09  |
| 2.     | Hall of Mirrors                               | Ralf Hütter, Florian Schneider, Emil Schult              | Kraftwerk         | 5:03  |
| 3.     | Trust in Me                                   | Robert B. Sherman, Richard M. Sherman                    | Sterling Holloway | 4:06  |
| 4.     | This Wheel's on Fire                          | Rick Danko, Bob Dylan                                    | Julie Driscoll    | 5:17  |
| 5.     | Strange Fruit                                 | Lewis Allan                                              | Billie Holiday    | 3:53  |
| 6.     | You're Lost Little Girl                       | John Densmore, Robby Krieger, Ray Manzarek, Jim Morrison | The Doors         | 2:57  |
| 7.     | The Passenger                                 | Iggy Pop, Ricky Gardiner                                 | Iggy Pop          | 5:10  |
| 8.     | Gun                                           | John Cale                                                | John Cale         | 5:06  |
| 9.     | Sea Breezes                                   | Bryan Ferry                                              | Roxy Music        | 4:15  |
| 10.    | Little Johnny Jewel                           | Tom Verlaine                                             | Television        | 4:56  |

## Obsazení
Siouxsie and the Banshees
- Siouxsie Sioux – zpěv
- Steven Severin – baskytara, klávesy
- Budgie – bicí, perkuse
- John Valentine Carruthers – kytara, klávesy

Ostatní hudebníci
- Martin McCarrick – violoncello, klávesy, aranžmá smyčců
- Jocelyn Pook – viola
- Gini Ball – housle
- Pete Thoms – pozoun
- Luke Tunney – trubka
- Martin Dobson – saxofon
- Julie Aliss – harfa